# Jonny Quinn
Jonny Quinn es el baterista de la banda de rock alternativo e indie rock Snow Patrol. Su verdadero nombre es Jonathan Graham Quinn. Su trabajo anterior con una amplia gama de otras bandas, ha llevado a que se le describa como El baterista que trabaja duro en Irlanda. 
Ha estado en la banda desde que se sacó el primer disco, Songs for Polarbears.
Jonny es el sobrino de Patricia Quinn, que es estrella Magenta en el clásico de culto The Rocky Horror Picture Show.
Jonny se rompió el brazo en un accidente de snowboard y no pudo tocar en varios conciertos. Graham Hopkins le sustituyó durante tres meses. Sin embargo ahora está de nuevo de gira con la banda.